# Paris Saint-Germain Rugby League
Pour les articles homonymes, voir PSG (homonymie).
Pour le club omnisports, voir PSG omnisports (1992-2002).
Ne doit pas être confondu avec Paris Saint-Germain (omnisports, 2012).
Maillots
Le Paris Saint-Germain Rugby League était un club français de rugby à XIII qui évolua deux saisons en Super League (1996 et 1997) afin de donner un « cachet européen » et pas seulement anglais à ce championnat de Super League.

## Histoire

### Arrivée deJacques Fouroux

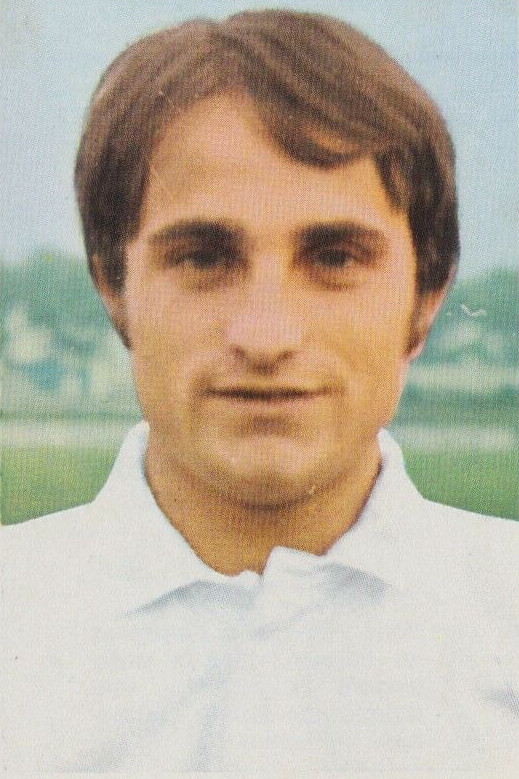
Jacques Fouroux du XV au XIII.

En 1993 alors qu'il entraîne le FC Grenoble, Jacques Fouroux est candidat à la présidence de la FFR en concurrence avec Bernard Lapasset.
La qualification de son club en finale du championnat est marquée par une polémique au sujet du jeu de son club, critiqué par le président Lapasset. 
En guise de réponse, le club de Grenoble s’étonne que, pour pouvoir assister aux deux demi-finales, le président Lapasset ait utilisé le jet privé du Castres olympique leur futur adversaire en finale.
La semaine suivante en finale, Jacques Fouroux va crier au complot car la finale va tourner au scandale, avec une polémique sur l'arbitrage, en effet un essai d'Olivier Brouzet est refusé aux Grenoblois et l'essai décisif du Castrais Gary Whetton est accordé par Daniel Salles, l'arbitre de la rencontre, alors que le Grenoblois Franck Hueber a aplati au préalable le ballon dans son en-but, privant ainsi les Grenoblois du titre.
Persuadé d'avoir été volé par la FFR il se tourne alors vers le XIII en septembre 1994.
Le 8 avril 1995 à Wigan, une réunion des présidents des clubs professionnels de la Rugby League anglaise votent à l'unanimité leur adhésion aux principes de la Super League. Ils se rallient donc à l'entreprise de Rupert Murdoch, qui va injecter 77 millions de livres dans ce nouveau championnat.
14 équipes sont annoncées, dont 2 françaises, Paris et Toulouse. Mais rapidement ce nombre passera à 12, avec un seul club français, le PSG.
Le 16 décembre à Albi, lors d'une assemblée extraordinaire de la fédération, Jacques Fouroux, président de France Rugby League, annonce le choix de Michel Mazaré au poste d’entraîneur du Paris Rugby League.

### Création du PSG Rugby League

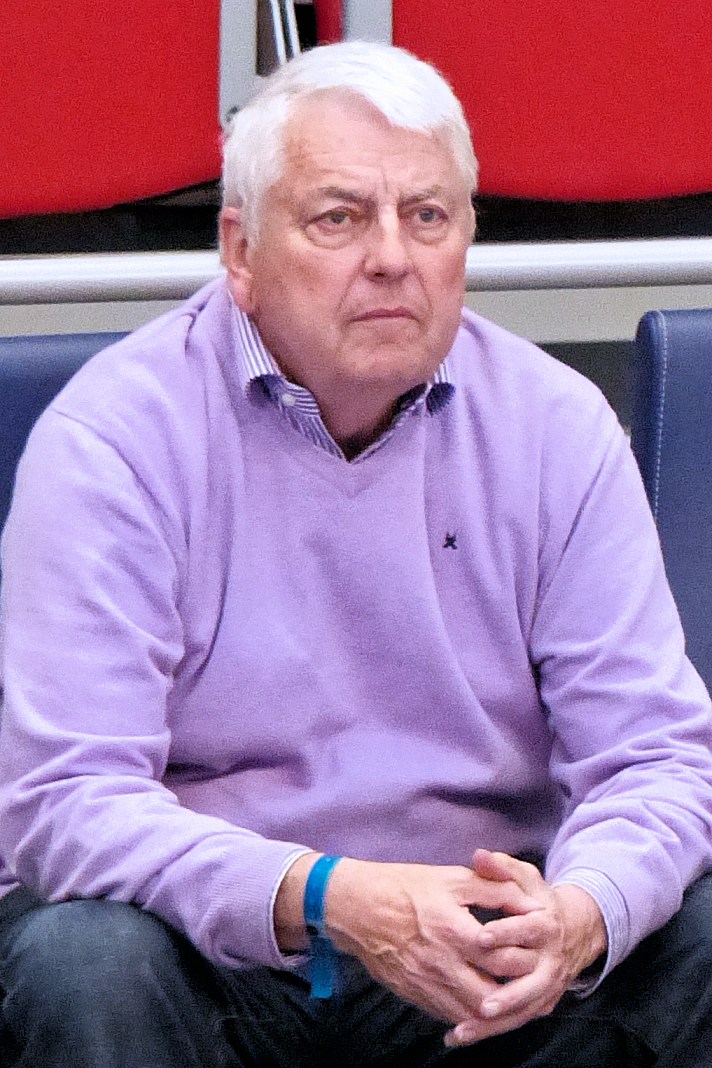
Charles Biétry lance le PSG Rugby League.

Le samedi 23 décembre 1995 à Paris, au cours d'une conférence de presse, Charles Biétry, président du PSG omnisports annonce la création d'une septième section du club : Paris Saint-Germain Rugby League.
Le 11 février 1996 au CREPS de Toulouse, Michel Mazaré débute les premières évaluations techniques et physiques des joueurs candidats à l'équipe du PSG.

### Saison 1996 de la Super League
Le 29 mars, en ouverture de la Super League et pour son premier match, le PSG bat Sheffield 30 à 24, devant 17 873 spectateurs, match qui fut retransmis par Canal Plus. Il fait alors partie des toutes premières équipes à disputer la compétition.
Le club finira avant-dernier du championnat, évitant de peu la relégation.

### Saison 1997 de la Super League
La saison suivante, qui sera la dernière, le PSG sera composé en majorité d'Australiens avec l'apport de quelques joueurs français. Comme durant la saison 1996, le club termina à la 11e place. En mai 1997, à la suite des difficultés financières et du retrait de ses dirigeants, le PSG devient le Paris Rugby League supporté et dirigé par la FFR XIII.

### Fin de l'aventure
Le club disparaît car il était devenu un « gouffre financier » [réf. souhaitée] pour les Anglais ainsi que pour la FFR XIII dû à la location du Stade Charléty (qui sera alors récupéré par le Paris UC), aux salaires et frais d'hôtels et de transport des joueurs, aux animations extra-sportives, sans la contre partie de beaucoup de sponsors et de recettes guichets[réf. souhaitée].
Malgré un bon succès populaire, du moins au début, le club était trop loin des bases traditionnelles du rugby à XIII. les clubs français du championnat de France de rugby à XIII étaient mécontents de voir partir leurs meilleurs éléments[réf. souhaitée]. De ce fait, lors de la saison 1997, le club était composé en majorité de joueurs australiens.
Des observateurs invoquent parfois une couverture du club qui aurait été partiale de la part des médias nationaux français ; ainsi Robert Fassolette dans son mémoire pour le diplôme de l'INSEP donne l'exemple d'une photographie publiée dans l’Équipe Magazine en 1997, qui présente des joueurs semblant évoluer devant une tribune apparemment vide, légendée de la façon suivante «  Le PSG XIII équipe de mercenaires australiens, évolue en ligue professionnelle, mais devant des tribunes vides ». Alors qu'à ce moment la moyenne des spectateurs est de 8 074 pour la saison 1997.
Un auteur comme Aimé Mouret voit également, dans l'échec du club, la cause suivante : « La puissance quinziste ayant flairé le danger fit jouer son réseau pour faire avorter le projet ».
Par ailleurs, cette décision, comme celle de ne pas poursuivre l'expérience analogue de Perth en Australie, a été critiquée non seulement en France mais aussi par les supporters anglais qui résument la situation par « Welcome to the incredible shrinking word of rugby league » (Bienvenue dans le monde incroyable qui rétrécit du rugby à XIII).
En 2003, la candidature de l'Union Treiziste Catalane est acceptée par la Rugby Football League pour jouer en Super League, à partir de la saison 2006 sous le nom des Dragons catalans, ce qui ne contribue pas à ouvrir pour le moment la possibilité d'intégrer une équipe parisienne, Toulouse Olympique XIII étant d'autant plus pressentie pour rejoindre un jour la Super League.
Malgré son insuccès sur le plan sportif, le PSG Rugby League a marqué les esprits, notamment dans le monde treiziste anglo-saxon ; ainsi plus de onze ans après sa disparition, le magazine anglais Rugby League World le classe 20e sur 22 dans un classement des hauts faits de la Superleague au cours des 22 saisons écoulées. Le magazine en profite pour faire le bilan des performances du club sur les deux saisons disputées : 51 matchs joués, 8 victoires, 42 défaites, 1 match nul, 760 points marqués, 1367 encaissés, et 19 points marqués en tout .

## Personnalités du club

### Internationaux français
Liste les joueurs qui ont porté le maillot de l'équipe de France sous les ordres du sélectionneur Ivan Grésèque alors qu'ils évoluaient sous les couleurs du PSG.
- Frédéric Banquet
- Arnaud Cervello
- Eric Vergniol
- Pascal Bomati
- Fabien Devecchi
- Patrick Entat
- Hadji Boudebza
- Patrick Torreilles
- Frédéric Teixido
- Didier Cabestany
- Pascal Jampy
- Laurent Lucchese
- Laurent Cambres
- Régis Pastre-Courtine
- Jacques Pech
- Eric Van Brussel
- Darren Adams
- Bagdad Yaha
- Jason Sands
- Pierre Chamorin
- Abderazak El-Khalouki

### Liste des joueurs en 1996

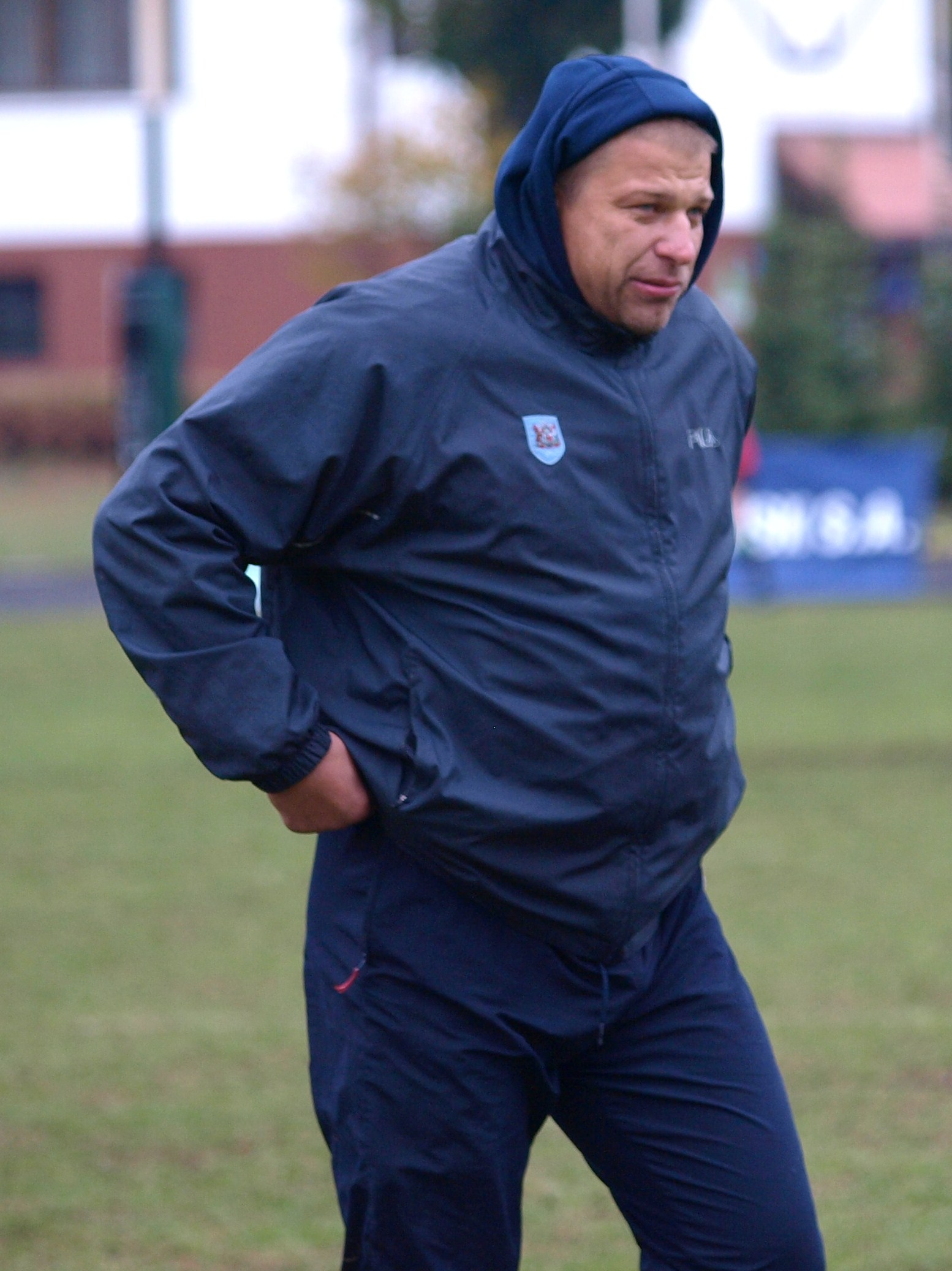
Le polonais Gregory Kacala l'une des révélations des Mammouths de Grenoble a suivi Jacques Fouroux.

- Darren Adams
- Frédéric Banquet[18]
- Deon Bird
- Vea Bloomfield
- Pascal Bomati[18]
- John Boslem
- Hadj Boudebza
- Todd Brown
- Justin Bryant
- Didier Cabestany[18]
- Arnaud Cervello
- Laurent Cambres
- Pierre Chamorin
- David Despin
- Fabien Devecchi
- Patrick Entat
- Jonathan Griffiths
- Pascal Jampy
- Gregory Kacala
- Mark Lane
- Laurent Lucchese
- Wilfried Moulinec
- Jules Parry
- Régis Pastre-Courtine
- Jacques Pech
- Mikhail Piskunov
- Jean-Luc Ramandou
- Philippe Ricard
- Ian Russell
- Jason Sands
- Phil Shead
- Danny Smith
- Frédéric Teixido
- Patrick Torreilles[18]
- Ian Turner
- Grégory Tutard[18]
- Kava Utoikamanu
- Eric Van Brussel
- Eric Vergniol
- George Wilson
- Vincent Wulf
- Bagdad Yaha
- Ronel Zenon

### Liste des joueurs en 1997
- Jérôme Azema
- Troy Bellamy
- Phil Bergman
- Dion Bird
- Didier Cabestany
- Pierre Chamorin
- Alexandre Couttet
- Nicolas Couttet
- Fabien Devecchi
- James Durkin
- Jason Eade
- Abderazak El-Khalouki
- Paul Evans
- Anthony Hancock
- Michael Hogue
- Nicholas Hyde
- David Lomax
- Shaun Mahony
- Jason Martin
- Craig Menkins
- Matt O'Connor
- David O'Donnell
- Jamie Olejnik
- Adam Peters
- Tony Priddle
- Phillipe Ricard
- Jeremy Robinson
- Jason Sands
- Wayne Sing
- Romain Sort
- Joe Taylor
- Anthony Wall

### Liste des présidents
- 1995-1996 :  Jacques Fouroux
- 1996-1997 :  Jacques Larrose

### Liste des entraîneurs
- 1995-1996 :  Michel Mazaré
- 1996-1997 :  Peter Mulholland
- 1997-1997 :  Andy Goodway